# Seznam hrvaških filmskih režiserjev
Seznam hrvaških filmskih režiserjev.

## A
- Dejan Ačimović
- Vjekoslav Afrić
- Marina Andree Škop
- Bruno Anković
- Marijan Arhanić

## B
- Ante Babaja
- Nikola Babić
- Ivo Badalić
- Drago Bahun (TV)
- Boris Bakal
- Marina Baničević
- Branko Bauer
- Anatolij Bazarov-Bukovečki (snemalec)
- Branko Belan
- Vojdrag Berčić
- Zvonimir Berković
- Igor Bezinović
- Milan Blažeković (animator)
- Mate Bogdanović
- Simon Bogojević Narath
- Rudolf Borošak (animator)
- Zlatko Bourek (animator ...)
- Tatjana Božić
- Vinko Brešan
- (Saša Broz - gledališka)
- Dana Budisavljević
- Aida Bukvić?
- Veljko Bulajić (črnogorsko-hrvaški) (1928-2024)
- (Ivica Buljan - gledališki)

## C
- Drago Chloupek ?

## Č
- Nenad Čičin-Šain ?

## D
- Vladimir Delač (animator ...)
- Stipe Delić
- Goran Dević
- Borivoj Dovniković (animator ...)
- Nedeljko Dragić (animator ...)

## F
- Leopold-Leo Fabijani (animator ...)
- Mario Fanelli
- Vlatko Filipović
- Filip Filković - Philatz

## G
- Eduard Galić
- Bruno Gamulin
- Zdenko Gašparović (animator ...)
- (Branko Gavella - gledališki)
- Aleksandar Gerasimov
- Obrad Gluščević
- Krešo Golik (Krešimir Golik) (1922-1996)
- Darko Gospodnetić (animator)
- (Tomislav Gotovac)
- Krešimir Grčević (snemalec)
- Zlatko Grgić (animator)
- Rajko Grlić
- Arnošt Grund (1866-1929)
- Tiha K. Gudac

## H
- (Vlado Habunek - gledališki)
- Fadil Hadžić (bosanskohercegovsko-hrvaški)
- Fedor Hanžeković (1913-1997)
- Ivan Hetrich
- Neven Hitrec
- Hrvoje Hribar
- Sara Hribar

## I
- Branko Ilić (animator)
- Branko Ištvančić
- Branko Ivanda
- Nikola Ivanda
- Joza Ivakić

## J
- Bobo Jelčić
- Silvio Jesenković
- Ljiljana Jojić
- Ivona Juka
- Mladen Juran
- Angelo Jurkas
- Dario Juričan (>> "Milan Bandić")
- Zvonimir Jurić
- Ankica Jurić Tilić (direktorica fotografije)
- Hana Jušić
- Vladimir Jutriša

## K
- Jagoda Kaloper (1947-2016) ?
- Josip (Bepo) Karaman (1864-1921)
- Milan Katić
- Vanča Kljaković
- Oja Kodar
- Boris Kolar (animator)
- Silvestar Kolbas
- Vjekoslav Kostanjšek (animator)
- Nikola Kostelac (aminiranih filmov)
- Mario Kovač
- Srđan Kovačević
- Petar Krelja
- Vlado Kristl (animator, eksperimentalni film)
- Goran Kulenović
- Antoneta Alamat Kusijanović
- Daniel Kušan (TV)

## L
- Mirko Lauš (pedagog...)
- Franjo Ledić (1892-1981)
- Bore Lee (Boris Ivković)
- Elvis Lenić
- Branko Lentić (TV)
- Juraj Lerotić
- Branko Linta (direktor fotografije)
- Ivan Livaković
- Željko Lordanić? (animator)
- (Predrag Lucić - gldališki)

## M
- Branko Majer
- Berislav Makarović
- Nevio Marasović
- Pavo Marinković (scenarist...)
- Slavko Marjanac (animator)
- Branko M. Marjanović
- Milan Marjanović
- Antun Markić
- Aleksandar Marks (animator)
- Anton Marti
- Ivan Martinac
- Dalibor Martinis
- Daniel Marušić (TV)
- Joško Marušić (animator)
- Dalibor Matanić
- Angel Miladinov
- Oktavijan Miletić (1902-87)
- Kristijan Milić (TV)
- Vatroslav Mimica (1923-2020)
- Sergio Mimica-Gezzan

## N
- Damian Nenadić
- Lukas Nola (1964-2022)
- Antonio Nuić (bosansko-hrvaški)

## O
- Zrinko Ogresta
- Arsen Oremović (bosansko-hrvaški)
- Arsen Anton Ostojić

## P
- Krsto Papić (črnogorskega rodu)
- Zlatko Pavlinić (animator ...)
- Jure Pavlović
- Filip Peruzović
- (Georgij Paro; gledališki; scenarist)
- Mladen Pejaković (animator ...)
- Tomislav Pinter (filmski snemalec-direktor fotografije)
- Ines Pletikos
- Vladimir Pogačić (tudi teoretik)
- Milivoj Puhlovski
- Nenad Puhovski

## R
- Tomislav Radić
- Daniel Rafaelić (filmski zgovovinar...)
- Branko Ranitović (animator...)
- Mate Relja
- Vicko Ruić
- Goran Rukavina
- Goran Rušinović

## S
- Ivan Salaj
- Hrvoje Sarić (snemalec in režiser)
- Branko Schmidt
- Jakov Sedlar
- Željko Senečić
- Ivan Sikavica
- Višnja Skorin
- Žorž Skrigin
- Nebojša Slijepčević
- Dejan Sorak
- Rudolf Sremec
- Aleksandar F. Stasenko
- Tito Strozzi
- Zlatko Sudović
- Ognjen Sviličić (scenarist)

## Š
- Vedran Šamanović
- Marko Šantić
- Borut Šeparović
- Danilo Šerbedžija
- Šime Šimatović
- Irena Škorić
- Ivo Škrabalo
- Fedor Škubonja (hrv.-srb.?)
- Tomislav Šoban
- Dejan Šorak
- Filip Šovagović
- Andrea Štaka (hrv.-švicarska)
- Pavao Štalter (animator...)
- Daniel Šuljić (animator)

## T
- Vladimir Tadej (1925-2017)
- Zoran Tadić
- Segije Tagatz (mdr. animator)
- Nikola Tanhofer
- Snježana Tribuson

## U
- (Lenka Udovički - gledališka)

## V
- Ivan Goran Vitez
- Vlatka Vorkapić
- Ivo Vrbanić
- Antun Vrdoljak
- Vjekoslav Vrdoljak (direktor fotografije)
- Dušan Vukotić (animator)
- Matija Vukšić
- Dragutin Vunak

## Z
- Lordan Zafranović
- Slavko Zalar?
- Živko Zalar?

## Ž
- Tin Žanić
- Dražen Žarković
- Bogdan Žižić